# Blazovich László
Blazovich László (Szombathely, 1943. november 2. –) magyar levéltáros, egyetemi tanár, középkorkutató. A történelemtudományok doktora (2003). Közreműködött a Magyar Tudományos Akadémia Szegedi Tudományegyetem MOL keretében működő Magyar Medievisztikai Kutatócsoport kiadványainak megalkotásában (lásd művei közt Anjou-kori oklevéltár...).

## Életútja
Blazovich Ferenc és Külics Ilona gyermekeként született. Kőszegen nőtt fel. Középiskolai tanulmányait a szegedi Radnóti Miklós Kísérleti Gimnáziumban, egyetemi tanulmányait a József Attila Tudományegyetem Bölcsészettudományi Kar magyar–történelem szakán végezte, 1967-ben szerzett magyar nyelv és irodalom – történelem szakos középiskolai tanári oklevelet. 
1967–1969 között a hódmezővásárhelyi 602. Sz. Ipari Szakmunkásképző Intézetben kollégiumi nevelőtanári beosztásban dolgozott. 1969–1980 között a Bethlen Gábor Gimnáziumban tanított és 1978-tól igazgatóhelyettesi teendőket látott el. 1980-tól vett részt a honismereti mozgalmakban. 1980–2009 között a Csongrád Megyei Levéltár igazgatója volt. 1986–1991 között a Szegedi Akadémiai Bizottság filozófiai és történeti bizottságának titkára volt. 1989–1997 között a József Attila Tudományegyetem Jogtudományi Kar Jogtörténeti Tanszékén tanított docensi beosztásban félállásban. 
Az 1991-ben megalakult Csongrád Megyei Honismereti Egyesület alapító tagja, 2000-ig alelnöke, 2001–2018 között elnöke volt. 1995-ben habilitált. 1995–2001 között a Magyar Tudományos Akadémia demográfiai bizottságának tagja volt. 1997 óta egyetemi tanár Szegeden. 1999–2002 között a Honismereti Szövetség kuratóriumának elnöke volt. 2000-től a Nagy György Alapítvány kuratóriumának elnöke. 2001-től a történeti demográfiai albizottság elnöke. 2005-től az Elpusztult és Pusztuló Magyar Falvakért Egyesület elnöke. 2010-ben kezdeményezésére jött létre a Magyar Tudományos Akadémia várostörténeti albizottsága.

### Munkássága
Kutatási területe a középkori magyar történelem, a Dél-Alföld történelme és a levéltártudomány. A Tanulmányok Csongrád megye történetéből című levéltári évkönyv szerkesztője. NB I-es és NB II-es kosárlabdacsapatokban játszott Szegeden és Hódmezővásárhelyen, diákszínpadot vezetett gimnáziumi tanárként. A Csongrád Megyei Választási Bizottság alelnöke.

## Családja
Nős, második felesége Fenyvesi Gabriella. Három fia született: László (1970), Péter (1972) és Ákos (1974).

## Művei
- Garzó Imre: Életem és abból merített gondolatok (társközreadóval Varsányi Péter Istvánnal 1978)
- Csanád megye levéltára 1730–1950 (szerkesztette, 1984)
- Petrus Ransanus: A magyarok történetének rövid foglalata (társközreadóval Galántai Erzsébettel, 1985, 1999)
- Csongrád megye évszázadai I. A feudalizmus kora (történelmi olvasókönyv, szerkesztette, 1985)
- A Körös–Tisza–Maros köz középkori településrendje (1986)
- Mátyás király (1990)
- Szeged színháztörténetének forrásai a Csongrád Megyei Levéltárban I–III. (társközreadóval, Dunai Józsefné Bognár Júliával 1990)
- Anjou-kori oklevéltár VII. 1323, VIII. 1324, X. 1326 (társközreadókkal[4] 1991, 1993, 1999, 2000)
- A csongrádi régió 1100 éve (társszerzővel, Kristó Gyulával 1993)[5]
- Ludovicus Tubero: Kortörténeti feljegyzések (társközreadóval, Galántai Erzsébettel, 1994)
- Szent Istvántól Mohácsig (összeállította, 1994)
- Magyarország történeti statisztikai helységnévtára (1995)
- A Telegdiek pere 1568–1572 (társközreadóval, Géczi Lajossal 1995)
- A Körös–Tisza–Maros-köz települései a középkorban (1996)
- Magyarország levéltárai (szerkesztette, 1996)
- Levéltárak – Kincstárak (társközreadókkal, Érszegi Géza, Turbuly Éva, ford. Almási Tibor at al. 1992; 1999)
- Három folyó mentén : Csongrád megye millenniumi albuma (szerkesztette Marosvári Attilával)[6]
- Buda város jogkönyve I-II. (szerkesztő; társközreadóval, Schmidt Józseffel) Középkorász Műhely, 2001 (Szegedi Középkortörténeti Könyvtár, 17.)
- Városok az Alföldön a 14-16. században (szerző) a térképeket kész. Kratochwill Mátyás ; a fotókat kész. Lőkös Sándorné. Csongrád Megyei Levéltára, Szeged, 2002 (Dél-alföldi évszázadok, 17.)
- Válogatás 35 év írásaiból. A 60 éves Blazovich László születésnapjára ; szerk. Berta Tibor, Géczi Lajos; Csongrád Megyei Levéltár, Szeged, 2003
- Szeged rövid története (2005)
- A Szász tükör (közreadó, szerkesztő) Pólay Elemér Alapítvány–Csongrád Megyei Levéltár, Szeged, 2005 (A Pólay Elemér Alapítvány könyvtára, 5.)
- Város és uradalom. Tanulmányok és források Gyula XV-XVI. századi történetéből; társszerzők Galántai Erzsébet és Schmidt József; Békés Megyei Levéltár, Gyula, 2007 (Gyulai füzetek, 16.)
- Szeged rövid története; 2. jav., bőv. kiad.; MNL Csongrád Megyei Levéltára, Szeged, 2007 (Dél-alföldi évszázadok, 21.)
- Csongrád megye tanácsainak tisztségviselői, 1950-1990 ; szerk. Blazovich László; Csongrád Megyei Levéltár, Szeged, 2007 (Tanulmányok Csongrád megye történetéből, 36.)
- A Sváb tükör (Schwabenspiegel ); közread. Blazovich László, Schmidt József, németre ford. Katona Tünde; Pólay Elemér Alapítvány–Csongrád Megyei Levéltár, Szeged, 2011 (A Pólay Elemér Alapítvány könyvtára, 35.)
- Demográfia, jog és történelem. Válogatott tanulmányok ; MNL Csongrád Megyei Levéltára, Szeged, 2013 (Dél-alföldi évszázadok, 31.)
- Magyar Várostörténeti Atlasz. 3. kötet. Szeged ; szerk. Blazovich László. Szeged, Csongrád Megyei Honismereti Egyesület, 2014. ISBN 978-963-08-9999-4
- A középkori európai város és jogélete. Iurisperitus Kiadó, Szeged, 2017
- Raymundus Parthenopeis: A törvények rövid, könnyű és hasznos foglalata. A fordítást, a bevezető tanulmányt és a jegyzeteket készítette Blazovich László. Gondolat Kiadó, Bp. 2021 (Jogtörténeti értekezések, 49.) https://edit.elte.hu/xmlui/static/pdf-viewer-master/external/pdfjs-2.1.266-dist/web/viewer.html?file=https://edit.elte.hu/xmlui/bitstream/handle/10831/89722/MAJT-jogtorteneti-ertekezesek-49.pdf?sequence=1&isAllowed=y

## Társasági tagság
- Elpusztult és Pusztuló Magyar Falvakért Egyesület
- Németh László Társaság
- Dugonics Társaság
- Szeremlei Társaság
- Csongrád Megyei Honismereti Egyesület (tiszteletbeli tag)

## Díjak, elismerések
- Pauler Gyula-díj (1997)
- Bél Mátyás-díj (1999)
- Pro Regione Alföld (2000)
- Csongrád Megyei Alkotói Díj (2001)
- Széchényi Ferenc-díj (2004)
- Az év könyve jutalom (2006)
- Pro Urbe díj Hódmezővásárhely (2007)
- Csongrád Megye Közművelődéséért (2008)
- Pro Urbe díj Szeged (2009)
- a Nagyalföld Alapítvány díja (2010)
- Szeged díszpolgára (2010)[7]
- A Magyar Kultúra Lovagja (2010)
- Eike-von-Repgow-díj (2010)
- A Magyar Érdemrend tisztikeresztje (2013)
- Nagy György-díj (2016)